# Rainer Olbrich
Rainer Olbrich (* 1963 in Olsberg) ist ein deutscher Wirtschaftswissenschaftler.

## Leben
Nach dem Abitur 1983 in Winterberg schloss er das Studium der Betriebs- und Volkswirtschaftslehre an der Universität Münster (1983–1988) 1988 mit dem Grad Diplom-Kaufmann ab. Von 1988 bis 1997 arbeitete er als wissenschaftlicher Mitarbeiter von Dieter Ahlert an der Universität Münster. Nach der Promotion an der Wirtschaftswissenschaftlichen Fakultät der Universität Münster 1992 zum Dr. rer. pol. und Habilitation 1997 für das Fach Betriebswirtschaftslehre wurde er 1997 zum Universitätsprofessor an die FernUniversität in Hagen berufen.
Seine Hauptarbeitsgebiete in der Forschung sind Marketing, insbesondere Konsumgütermarketing und Handelsmarketing, Online-Marketing sowie Marketing-Controlling. Rainer Olbrich ist Autor von über 100 wissenschaftlichen Veröffentlichungen, darunter mehrere Bücher.

## Schriften (Auswahl)
- Informationsmanagement in mehrstufigen Handelssystemen, Grundzüge organisatorischer Gestaltungsmaßnahmen unter Berücksichtigung einer repräsentativen Umfrage zur Einführung dezentraler computergestützter Warenwirtschaftssysteme im Lebensmittelhandel, in: Ahlert, D. (Hrsg.), Schriften zu Distribution und Handel, Bd. 8, Frankfurt am Main u. a. 1992, Peter-Lang-Verlag, ISBN 3-631-45210-1.
- Unternehmenswachstum, Verdrängung und Konzentration im Konsumgüterhandel, in: Blum, U./Greipl, E./Hereth, H./Müller, S./Esswein, W. (Hrsg.), Dresdner wirtschaftswissenschaftliche Beiträge, Reihe Wettbewerb und Unternehmensführung, Stuttgart 1998, Schäffer-Poeschel Verlag, ISBN 3-7910-1294-0.
- Marktforschung, Ein einführendes Lehr- und Übungsbuch, Berlin und Heidelberg 2012, Springer-Verlag, ISBN 978-3-642-24344-8, eBook ISBN 978-3-642-24345-5. (zusammen mit D. Battenfeld und C.-C. Buhr)
- Preispolitik, Ein einführendes Lehr- und Übungsbuch. 2., überarb. u. erw. Aufl., Berlin und Heidelberg 2014, Springer-Verlag, ISBN 978-3-642-37946-8, eBook ISBN 978-3-642-37947-5. (zusammen mit D. Battenfeld)
- Marketing, Eine Einführung in die marktorientierte Unternehmensführung, 3., vollst. überarb. u. erw. Aufl., Berlin 2022, Springer-Verlag, ISBN 978-3-662-64944-2, eBook ISBN 978-3-662-64945-9.
- Electronic Commerce und Digital Marketing, Ein einführendes Lehr- und Übungsbuch. 3., überarb. u. erw. Aufl., Berlin 2025, ISBN 978-3-662-70360-1, eBook ISBN 978-3-662-703-618. (zusammen mit C. D. Schultz und C. Holsing)